# 羅丘鄉
44°40′N 25°02′E / 44.667°N 25.033°E
羅丘鄉（羅馬尼亞語：Comuna Rociu, Argeș），是羅馬尼亞的鄉份，位於該國中南部，由阿爾傑什縣負責管轄，面積79平方公里，海拔高度217米，2007年人口2,693，人口密度每平方公里34人。